# Oldham
Oldham ist eine Stadt im Nordwesten Englands am nordöstlichen Rand der Agglomeration des Greater Manchester. Historisch ist die Stadt der Grafschaft Lancashire zuzuordnen. Sie gehört seit 1974 zum gleichnamigen Metropolitan Borough Oldham und zählt 103.544 Einwohner (Stand: 2001). Urkundlich ist die Stadt als Siedlung um eine Mühle nachgewiesen.

## Geschichte
Die Hinweise auf die Siedlung reichen bis in das 11. Jahrhundert zurück. Erst mit der industriellen Revolution und der Baumwollverarbeitung im Besonderen wurde der Wohlstand der Stadt begründet. Ende des 19. Jahrhunderts galt Oldham als Zentrum der Textilindustrie und der bedeutendste Ort der Welt hinsichtlich der Baumwollverarbeitung, außerdem als Zentrum des Bergbaus. Mitte des 20. Jahrhunderts begann der Niedergang der Baumwollverarbeitung und die letzte Produktionsstätte wurde 1998 geschlossen. Dieser Strukturwandel brachte wirtschaftliche und soziale Probleme für die Stadt mit sich.
Im Jahre 1900 gewann Winston Churchill einen Sitz für Oldham im englischen Unterhaus. Bis 1904 konnte er diesen Sitz halten.
Das erste Retortenbaby, Louise Brown, wurde im Oldham General Hospital am 25. Juli 1978 geboren.
2001 kam Oldham in die Schlagzeilen wegen rassistisch motivierten Unruhen zwischen jugendlichen Anhängern der British National Party und britischen Jugendlichen asiatischer Herkunft.

## Kultur
In der Stadt steht das renommierte Oldham Coliseum Theatre.
Zugleich war Oldham Geburtsort des Komponisten William Walton.

## Musik
Zu den Künstlern und Bands, die aus Oldham kommen bzw. kamen, gehören die Inspiral Carpets, Barclay James Harvest, N-Trance, Mark Owen sowie der Organist und Dirigent Wayne Marshall.

## Sport
- Oldham Athletic (Fußball)
- Oldham Roughyeds (Rugby League)
- Oldham Cricket Club (Cricket)

## Verkehr
Oldham liegt etwas abseits der Autobahn M62, hat aber einen eigenen Autobahnzubringer (M66).
Bis 2009 war Oldham an das nationale Eisenbahnnetz Großbritanniens angebunden (letzter Betreiber war Northern Rail). Die ehemalige Oldham Loop Line wurde anschließend umgebaut und 2012 als Straßenbahnstrecke der Manchester Metrolink nach Rochdale wieder in Betrieb genommen. In der Innenstadt Oldhams wurde 2014 ein straßenbündiger Abschnitt realisiert.

## Städtepartnerschaften
Oldham pflegt Partnerschaften mit den Städten Kranj in Slowenien, Landsberg am Lech in Bayern und Geesthacht in Schleswig-Holstein. Letztgenannte wurde 1966 begründet und 2004 aufgelöst.

## Persönlichkeiten
- John Robert Clynes (1869–1949), Politiker (Labour Party)
- Leslie Haden-Guest, 1. Baron Haden-Guest (1877–1960), Autor, Journalist, Arzt und Politiker (Labour Party)
- Thomas Royds (1884–1955), Physiker
- Walter Winterbottom CBE (1913–2002), Fußballspieler, -trainer und -manager
- Eric Sykes CBE (1923–2012), Schauspieler und Komiker
- Audrey Henshall (1927–2021), Prähistorikerin
- Bernard Cribbins OBE (1928–2022), Schauspieler
- Eddie Taylor (1929–2022), Jazz-Schlagzeuger
- Bevis Wood (1929–2006), Radrennfahrer
- Barbara Knox (* 1933), Schauspielerin
- Laurie Holloway (1938–2025), Jazz- und Unterhaltungsmusiker
- Malcolm Yardley (1940–2020), Leichtathlet
- Sir Ian Kershaw FBA (* 1943), Historiker, international renommiert für seine Hitler-Biografie und diverse Schriften zum Nationalsozialismus
- John Whittaker (* 1945), Politiker und Wirtschaftswissenschaftler
- John Lees (* 1947), Sänger, Songwriter, Komponist und Gitarrist
- Brian Clarke (1953–2025), Architekturkünstler, Maler und Grafiker
- Anne Kirkbride (1954–2015), Schauspielerin
- Stephen Timms (* 1955), Politiker
- Paul Hilton (* 1959), Fußballspieler
- Mark Ashton (1960–1987), Menschenrechtsaktivist
- Wayne Marshall (* 1961), Organist, Dirigent und Pianist
- Ian Mercer (* 1962), Schauspieler
- John McQuilliam (* 1962), Ingenieur
- Tony Radakin (* 1965), Admiral
- Brian Cox OBE (* 1968), Physiker, Fernsehmoderator verschiedener BBC-Wissenschaftssendungen und früherer Keyboarder der Band D:Ream
- David May  (* 1970), Fußballspieler
- Kate Ashfield (* 1972), Schauspielerin
- Jack Deam (* 1972), Schauspieler
- Mark Owen (* 1972), Sänger, Songwriter, Musiker (Gitarre, E-Bass, Keyboard), Gründungsmitglied von Take That
- Ralf Little (* 1980), Schauspieler, Drehbuchautor und ehemaliger Fußballspieler
- Nicola White (* 1988), Hockeyspielerin
- Jordan Rhodes (* 1990), Fußballspieler der schottischen U21- und Nationalmannschaft
- Daniel Smethurst (* 1990), Tennisspieler
- Daniel Philliskirk (* 1991), Fußballspieler
- Ryan Kent (* 1996), Fußballspieler
- Katie Zelem (* 1996), Fußballspielerin
- Stephen Humphrys (* 1997), Fußballspieler
- Ellis Simms (* 2001), Fußballspieler